# Kinga
A Kinga a germán eredetű Kunigunda női név régi magyar formája.

## Rokon nevek
Kunigunda, Gunda

## Becenevek
Kingu, Kingus, Kinci, Inga, Kingi, Kingu

## Gyakorisága
Az 1990-es években gyakori név, a 2000-es években a 36-45. leggyakoribb női név.

## Névnapok
- július 24.[2]

## Híres Kingák
- Árpád-házi Szent Kinga magyar hercegnő, krakkói fejedelemasszony, IV. Béla leánya
- Bóta Kinga világbajnok, olimpiai ezüstérmes kajakos
- Czigány Kinga magyar kajakozó
- Fabó Kinga költő, nyelvész, esszéista
- Gál Kinga jogász
- Göncz Kinga politikus, miniszter
- Györffy Kinga, egyetemi oktató, retorikai tanácsadó
- Illyés Kinga erdélyi előadóművész
- Klaudy Kinga nyelvész
- Kriszta Kinga operaénekes
- Márcsik Margit Kinga szerzetesnő, egyházközségi nővér
- M. Szilágyi Kinga tájépítész, egyetemi tanár